# Basílio de Moraes
Basílio de Moraes, född 11 maj 1982, är en friidrottare från Brasilien. Han deltog vid olympiska sommarspelen 2004.